# جائزة إيطاليا الكبرى للدراجات النارية 1993
جائزة إيطاليا الكبرى للدراجات النارية 1993 هو سباق دراجات نارية أقيم بتاريخ 5 سبتمبر 1993 في حلبة ميزانو الدولية. كان الجولة الثانية عشر من أصل 14 في سباق الجائزة الكبرى للدراجات النارية موسم 1993. فاز الإيطالي لوكا كادالورا بفئة 500 سي سي بينما جاء الأسترالي ميك دوهان في المركز الثاني وحصل على المركز الثالث الأمريكي كيفن شوانتز.

## وصلات خارجية
- الموقع الرسمي